# Vampiro: A Máscara
Vampiro: A Máscara é um cenário de RPG de horror pessoal e fantasia urbana, baseado no sistema Storyteller para a linha de publicações do World of Darkness, centrado em vampiros que habitam um mundo de fantasia sombria. Criado por Mark Rein*Hagen, e publicado em 1991 pela editora White Wolf, este RPG venceu o Origins Award na categoria "Melhores Regras de RPG de 1991", e chegou a ter uma segunda edição em 1992 e uma edição revisada em 1998. A referência à Máscara, no título da série, pode ser interpretada a partir de dois sentidos distintos: o primeiro refere-se à tentativa dos seres imortais de esconderem sua própria sociedade vampírica da humanidade, de seus governantes e da mídia; já o segundo sentido é usado para referir-se aos esforços dos vampiros em convencer a si mesmos de que eles ainda possuem resquícios de humanidade, e que não são monstros frios e bestiais guidados pela natureza vampírica.
A linha de publicações do jogo foi descontinuada em 2004, sendo substituída por um novo cenário chamado Vampire: The Requiem que não foi tão bem sucedido quanto seu antecessor. Desta forma, o clamor dos fãs acabou trazendo Vampiro: A Máscara de volta em 2011, através de uma edição comemorativa de 20 anos deste RPG. Tal empreendimento foi tão bem sucedido que toda uma nova linha de livros passou a ser publicada pela Onyx Path Publishing, sendo mais tarde convertida na 4ª edição do jogo. Com o sucesso da edição comemorativa de 20 anos, a editora White Wolf ressurgiu das cinzas com o objetivo de revisitar o cenário apresentado por Vampiro: A Máscara através do lançamento de games de computador como "Vampire: The Masquerade - Bloodlines 2" e também da 5ª Edição de Vampiro para RPG de mesa em 2018.

## Conceito
O jogo utiliza a condição vampírica, imortal e amaldiçoada, como plano de fundo para explorar temas como moralidade, depravação, humanidade (ou a apreciação da condição humana em sua ausência), salvação e horror pessoal. A versão depressiva e exageradamente cruel do mundo real que os vampiros habitam é chamada de "Mundo das Trevas", e forma uma tela já sombria contra a qual as histórias e lutas dos personagens são pintadas. Os temas que o jogo procura abordar incluem a retenção do senso de personalidade, humanidade e sanidade do personagem. Além dessas preocupações pessoais, os personagens também lutam para simplesmente não serem esmagado por antagonistas mortais e sobrenaturais, bem como para sobreviver à política, traições e ambições violentas de sua própria espécie.
A ideia central de Vampiro: A Máscara é que o jogador interprete um vampiro recém-criado, tentando sobreviver aos seus primeiros anos como um morto-vivo. O terror psicológico é muito importante para uma trama de "Vampiro", principalmente no que se refere ao tema onipresente de degradação moral do personagem, que vai pouco a pouco se tornando um monstro, perdendo as características que o tornavam humano conforme se vê obrigado a se alimentar (e, por vezes, matar) os seres humanos. Assim sendo, o tema central do jogo não são batalhas, nem guerras, mas sim a manutenção da própria humanidade.

## Os Vampiros
Os vampiros do Mundo das Trevas possuem diversas características recorrentes em mitos e lendas a respeito dessas criaturas, como é o caso de sua imortalidade, vulnerabilidade à luz solar e insaciável sede de sangue. Eles são realmente mortos-vivos, pois seus corações não batem, seus corpos não exigem comida, bebida e oxigênio, eles não envelhecem, sua pele é fria e pálida, sendo que o único sustento que sua fisiologia exige é o próprio sangue. Apesar de seu status de mortos-vivos, essas criaturas são seres capazes de raciocínio, emoção e empatia (embora tais capacidades possam se deteriorar com o avanço da idade, ou através de uma dessensibilização causada por ações imorais, que é referida na mecânica de jogo como "perda da Humanidade").
Outras características normalmente atribuídas aos vampiros da lendas, entretanto, muitas vezes são descartadas como meras superstições pelos vampiros do Mundo das Trevas. Aquela história de que basta ser vítima da mordida de um vampiro para tornar-se um vampiro, por exemplo, é totalmente mentirosa. Uma estaca de madeira transpassando o coração mostra-se completamente incapaz de destruir um destes vampiros, muito embora elas possuam a capacidade de paralisá-los completamente. Vampiros também não são repelidos por alho, água corrente e mesmo símbolos religiosos, entretanto, uma pessoa que possui fé verdadeira é capaz de utilizar tais símbolos como canalizadores de sua fé de forma a repelir um dos mortos-vivos, apesar de que o objeto religioso por si só não tenha essa capacidade.

### Lendas e origens
As lendas mais difundidas entre os vampiros do Mundo das Trevas sugerem que o progenitor de todos os mortos-vivos foi ninguém menos do que Caim, o assassino bíblico de seu irmão Abel. Caim teria sido amaldiçoado por Deus e condenado a caminhar eternamente sobre o mundo na forma de um vampiro, condenado a beber sangue e esconder-se da luz solar. Em virtude de sua solidão, Caim teria criado três outros vampiros: Enoque, o Primeiro Soberano, Irad, o Forte e Zillah, a Bela. De acordo com as lendas mais difundidas, esses três "Cainitas" formariam a chamada Segunda Geração de vampiros. Enoque, Zillah e Irad, por sua vez, teriam originado outros 13 vampiros de Terceira Geração, que foram os fundadores dos 13 clãs dos quais todos os vampiros modernos descendem.
Outras lendas também envolvem Caim na figura de "pai" de todos os vampiros. Uma delas retrata Caim não como um amaldiçoado, mas como alguém que deveria ter "todo tempo do mundo para se arrepender de seus pecados"; outra lenda retrata Lilith como a real força motriz do vampirismo, uma vez que ela teria acolhido Caim em seu exílio nas Terras de Nod, bem como ensinado o primeiro homicida a desenvolver seus poderes vampíricos.

### O Sangue
O sangue é comumente chamado pelos vampiros de "Vitae". É esse vitae que sustenta o corpo dos mortos-vivos, embora eles não o produzam por si só - sendo esta a razão pela qual os vampiros precisam tirar o sangue dos outras criaturas para manterem-se ativos.  No jogo, esse acúmulo de vitae é chamado de "pontos de sangue". Isso representa a quantidade de vitae que o personagem do jogador tem disponível para gastar, alimentando seus poderes sobrenaturais, curando suas feridas ou aumentando sua força física, agilidade ou resistência. Os personagens podem substituir o Vitae perdido, bebendo mais sangue.
A vitae de um vampiro pode inspirar falsos sentimentos de amor e causar dependência, caso ingerida por outros. Esse vício em sangue vampírico é chamado de Laço de Sangue. O vampiro que realiza o laço é chamado de mestre e o que está preso é chamado de servo. Na maioria dos casos, uma vítima deve beber três vezes do mesmo vampiro em três noites separadas para formar um Laço de Sangue. Uma vez laçada, a vítima sente algo semelhante a um tipo de amor muito distorcido pelo vampiro, que rapidamente se torna a pessoa mais importante em sua vida. Pessoas sob Laço de Sangue também se tornam mais suscetíveis ao controle da mente por esse vampiro em particular, e estão dispostas a fazer qualquer coisa, até mesmo arriscar sua própria vida, para ajudar seu mestre. Mortais, animais e até outros vampiros e outras criaturas sobrenaturais podem ser laçados dessa forma.
Vampiros do Sabá praticam uma forma diferente de Laço de Sangue em grupo, incorporando a antiga magia do sangue Tzimisce chamada de Vaulderie, que inspira lealdade e solidariedade entre os membros de sua seita. O Vaulderie também tem a capacidade de quebrar instantaneamente os Laços Sanguíneos convencionais se for realizado corretamente por um vampiro treinado, normalmente um Sacerdote do bando.

### As Disciplinas
As Disciplinas são os poderes sobrenaturais que todos os vampiros possuem em maior ou menor grau, poderes que os separam dos humanos comuns. Além da imortalidade inerente à condição vampírica, e da capacidade de usar o sangue para regenerar feridas e melhorar sua força, destreza e resistência, um vampiro que possui domínio sobre uma Disciplina obtém habilidades sobrenaturais adicionais de grande valor estratégico.
Existem dezessete disciplinas "principais" que são bem conhecidas e relativamente comuns, mas também há uma variedade de disciplinas muito mais raras, exclusivas de clãs específicos ou praticadas por linhagens (ou mesmo algumas que são exclusivas aos vampiros de sangue fraco). O treinamento em cada uma das Disciplinas fornece ao Cainita vários poderes, como velocidade sobre-humana, força, resiliência, comando sobre animais, habilidades de mudança de forma, capacidades sensoriais aprimoradas, a habilidade de dominar as mentes de outros indivíduos e muito mais.
Cada um dos clãs de vampiros possuem três disciplinas inerentes que eles aprendem mais rapidamente e não precisam de treinamento para aprender. Muitos clãs também possuem Disciplinas únicas, que não são amplamente conhecidas fora do clã e às vezes são cuidadosamente guardadas, embora isso varie muito de clã para clã.

## Clãs e linhagens
Cada vampiro pertence a um clã distinto ou linhagem. Esses agrupamentos compartilham características distintas, habilidades e fraquezas. Todo o clã Nosferatu, por exemplo, compartilha as disciplinas Animalismo, Ofuscação e Potência e a maldição de uma aparência desfigurada. Uma linhagem é uma separação distinta de um dos clãs principais, conforme a maldição de Caim se transforma através do tempo, representando novas expressões do vampirismo. Algumas linhagens, como por exemplo os Gárgulas foram criados artificialmente através da aplicação de Taumaturgia. Os Caitiff (que no Sabá são conhecidos como "Panders") são uma exceção a regras, como eles são considerados sem-clãs compartilhando nenhuma disciplina ou maldição, eles são vistos como um símbolo inquietante da Gehenna.

### Os 13 Clãs
Vampiro: A Máscara introduz o uso de 13 clãs (ou linhas de sangue principais) no seu livro básico. Cada um dos 13 clãs principais pode traçar suas origens para um dos 13 vampiros anciões conhecidos como Antediluvianos, pois cada um dos progenitores dos 13 clãs seria um sobrevivente do dilúvio bíblico enviado por Deus na época de Noé. Cada Antediluviano é um "neto" de Caim, o primeiro vampiro. De acordo com as lendas do Mundo das Trevas, os Antediluvianos iniciaram uma guerra entre eles, chamada de Jyhad, e até mesmo nas noites modernas usam seus clãs para lutar sua guerra por eles. Indivíduos de um determinado clã reconhecem a si mesmos pois cada clã e linhagem sanguínea ostentam um conjunto único de poderes (Disciplinas) e fraquezas.
- Assamitas: uma cabala de assassinos mortos-vivos que tem sua base no Oriente Médio. Eles matam por contrato, e são pagos em Vitae que é usada em rituais que aproximam os membros desse clã de seu progenitor Antediluviano, Haqim. Os Assamitas possuem uma Disciplina única chamada Quietus, que lhes auxilia na arte de matar silenciosamente. No passado remoto, a Camarilla através dos magos vampíricos Tremere colocaram uma maldição sobre todos os Assamitas, tentando conter os Diableristas que existiam entre eles. Como resultado da maldição, vampiros deste clã não podem consumir o sangue de outros vampiros sem sofrer feridas terríveis. Com as edições subsequentes do jogo, entretanto, esta maldição foi interrompida e foi revelado que a facção "Antitribu" no Sabá nunca foi afetada por ela. Os Assamitas não amaldiçoados são, a partir da quebra da maldição, altamente suscetíveis ao "vício por sangue vampírico" e podem ser levados a atacar compulsivamente outros vampiros para beber seu Vitae. Os Assamitas sempre foram majoritariamente independentes das Seitas, entretanto nos últimos anos, o despertar de um antigo ancião chamado ur-Shulgi causou um racha sem precedente entre os Assamitas, e muitos deles se juntaram à Camarilla.[5]
- Brujah:Nos tempos antigos, os Brujah eram um clã de nobres filósofos e poetas guerreiros. Desde a perda de sua lendária e utópica cidade de Cartago pelos Ventrue do Império Romano, eles se tornaram um clã de descontentes, rebeldes, bandidos e antiautoritários. Os Brujah possuem grande paixão, mas essa mesma paixão torna mais difícil para que eles resistam à Besta. Brujah é um dos sete clãs fundadores da Camarilla, e sempre foram seus músculos. Bem, pelo menos até que eles decidem que tiveram que chega.[5]
- Seguidores de Set: Um clã de cultistas que adoram seu progenitor antediluviano, o deus serpente egípcio Set. Eles são mestres da sabedoria secreta e proibida e promovem a corrupção e o desespero no mundo como parte de sua adoração ao deus Set. Sua Disciplina única é Serpentis, que lhes permite assumir aspectos de cobra. Os Setitas são especialmente sensíveis à luz e recebem o dobro do dano causado pela luz solar em comparação com outros vampiros. Os Seguidores de Set são um clã Independente, eles consideram-se uma seita em si mesmos.[5]
- Gangrel: Um clã de vampiros metamorfos que assumem formas animais e geralmente evitam as cidades, exceto pelos seus cantos mais perigosos, decadentes e desertos. Gangrel preferem correr junto com animais selvagens em vez de jogar políticas como alguns outros de sua espécie. Sua Disciplina Metamorfose é única, e lhes permite enxergar no escuro, criar garras, mudar seus corpos em formas bestiais ou até transformar-se em névoa. Quando o frenesi atinge os Gangrel, eles começam se parecer com sua Besta interior, assumindo características e desfigurações de animais. Gangrel era um dos sete clãs fundadores da Camarilla, entretanto eles decidiram deixar a Seita quando suas lideranças recusavam-se a reconhecer a existência dos Antediluavianos.[5]
- Giovanni: Os Giovanni apenas transformam em vampiros, membros da sua própria família Giovanni mortal. Esse clã originou-se a partir de uma rica família de necromantes venezianos, cujo patriarca Augustus Giovanni pertencia originalmente ao ser abraçado pelo Antediluviano do clã Capadócio. Em pouco tempo Augustus gestou um plano que culminou na usurpação de seu senhor, drenando seu sangue, absorvendo seus poderes e exterminando seu antigo clã para fundar o clã Giovanni a partir das cinzas do clã Capadócios. Inicialmente os membros do clã Giovanni ficaram marcados como usurpadores dos Capadócios, e sendo o clã mais jovem dentre todos descendentes de Caim só não foram exterminados pelos outros clãs ao jurar permanecer fora de todos assuntos vampíricos. Os Giovanni são extremamente unidos, muito bem organizados e, embora pareçam estar apenas interessados em riqueza e necromancia, estes são simplesmente meios para um fim. O fundador do clã deseja remover a barreira entre o mundo dos vivos e dos mortos para reinar supremo com seus enormes poderes necromânticos. A fraqueza do clã de Giovanni determina que, quando um Giovanni morde um ser vivo, eles causam mais dor do que uma mordida normal de vampiro, dificultando manter as pessoas vivas ou conscientes enquanto o vampiro se alimenta delas.
- Lasombra: assim como seus rivais Ventrue, esses vampiros adoram enormemente do poder, porém diferentemente dos Ventrue eles preferem não ser o alvo da insatisfação que recai sobre o governante, e portanto os Lasombra se instalam confortavelmente como o poder por trás do trono. Como um dos dois clãs fundadores do Sabá, eles ganharam notoriedade por terem alegadamente destruído seu fundador antediluviano, bem como por praticarem uma Disciplina antinatural conhecida como Tenebrosidade, que lhes permite manipular sombras e escuridão que partem do próprio Abismo. Talvez como efeito colateral de sua Disciplina única, os Lasombra não apresentam reflexo em espelhos ou mesmo em filmes que usam superfícies reflexivas em sua confecção.[5]
- Malkavianos: Um clã de lunáticos cuja insanidade lhes oferece uma visão singular dos acontecimentos. Os Malkavianos possuem grandes poderes de percepção e de ocultação, sendo capazes de ver o invisível mas também de andar sem serem vistos ou até mesmo mudar de aparência conforme sua vontade. A Disciplina única deste clã, Demência, permite que eles usem o potencial da loucura dentro de suas mentes, até mesmo trazendo um pouco dessa loucura para a realidade, espalhando-a como uma praga. Todos os membros deste clã, sem exceção, sofrem de alguma perturbação mental e inclusive alguns afirmam que podem interagir entre si remotamente através de uma espécie de Rede da Loucura Malkaviana. Alguns desses lunáticos possuem insights que nenhum outro vampiro poderia ter e por isso são valorizados na posição de sábios, videntes ou conselheiros. Os Malkavianos são um dos sete clãs fundadores da Camarilla e apesar de sua própria instabilidade, eles tem sido um dos pilares da Torre de Marfim até as noites finais.[5]
- Nosferatu: o clã Nosferatu está amaldiçoado a usar a aparência de sua Besta interior no exterior dos seus corpos, por isso o processo de transformação em vampiro faz com que humanos outrora normais sofram deformações monstruosas, culminando em predadores noturnos de aparência repugnante, monstros hediondos e deformados que são marginalizados por causa de sua aparência e forçados a habitar nas sombras dos esgotos, onde constroem vastos reinos. Suas vidas nas margens da sociedade humana e vampírica, bem como suas singulares Disciplinas vampíricas lhes predispõe a aprender segredos que os outros preferem manter escondidos; e, como resultado, eles geralmente transacionam informações. Os Nosferatu são verdadeiros mestres da espionagem, coletando informações e vendendo por um preço alto. Devido à fraqueza inerente ao clã, todos os Nosferatu são irremediavelmente feios. Os Nosferatu são um dos sete clãs fundadores da Camarilla.
- Ravnos: este clã independente tem grande reputação como nômades marginais, ladrões e charlatães incômodos. Os Ravnos são um clã que abraça apenas membros do povo cigano, e justamente por causa desses vampiros que alguns rumores de má-fama perseguem os membros desta etnia. Enquanto alguns Ravnos seguem as crenças espirituais indianas dos ciclos de encarnação, outros dentre eles são simples oportunistas aproveitando tudo aquilo que o caos puder lhes oferecer. Talvez uma das características mais marcantes dos Ravnos seja a prática de uma Disciplina única conhecida como Quimerismo, que lhes permite manipular os sentidos da vítima, criando ilusões. Ravnos também são capazes de se comunicar e manipular animais, bem como eles próprios são extremamente resistentes ao dano. A maldição do clã é que todos os Ravnos se entregam a um vício particular.
- Toreador: Um clã de hedonistas sensíveis, artísticos e, às vezes, decadentes, fascinados pelo mundo mortal e por suas criações artísticas. Os Toreador famosos como os mais belos, sensuais, sedutores e glamourosos entre os todos os clãs, sendo eles mesmos responsáveis pelas lendas dos vampiros que seduzem e suas vítimas através do apelo sexual. Trata-se dos vampiros mais próximos do mundo mortal, e aqueles que menos sofrem para mesclar-se entre os humanos. Os Toreador muitas vezes transformam em vampiros aqueles indivíduos dotados de belezas impressionantes ou extraordinário talento. A beleza e o talento afetam os Toreador de tal forma, que a maldição deste clã faz com que eles se tornem imobilizados em fascinação quando expostos a tais situações. Eles são um dos sete clãs fundadores da Camarilla.[5]
- Tremere: Um clã de feiticeiros do sangue. Originalmente os Tremere eram magos mortais pertencentes à mítica Ordem de Hermes. O seu ambicioso fundador conseguiu localizar o local de descanso do antigo Antediluviano Salubri, e atacou-o enquanto dormia, sugando seu sangue e absorvendo seus poderes de forma a solidificar o status dos Tremere como um dos grandes clãs que vagam nas noites modernas. Sua Disciplina única, Taumaturgia, permite que eles usem o poder de seu sangue para lançar feitiços e executar rituais, porém sua estrita hierarquia torna-os mais facilmente suscetíveis ao Laços de Sangue para com os Anciões do clã. Tendo nascido sob cerco de tantos inimigos, fez com que os Tremere se tornassem altamente organizado e seus membros são todos parcialmente laçados ao Conselho dos Sete - um grupo de sete anciões que governam o clã. Os Tremere são um dos sete clãs fundadores da Camarilla.[5]
- Tzimisce: Alienígenas, sádicos, eruditos, nenhum adjetivo sozinho pode definir os Tzimisce, que por milênios governam a partir de suas terras na Europa Oriental. Assim como os Lasombra, os Tzimisce também afirmam ter destruído seu fundador Antediluviano, e são um dos fundadores e grandes pilares de sustentação do Sabá. Esses vampiros utilizam sua Disciplina única chamada Vicissitude para moldar a carne e os ossos, torturando suas vítimas ou metamorfoseando-se em seres superiores. Os Tzimisce são profundamente ligados às terras onde foram transformados em vampiros, caso eles não descansem na proximidade de pelo menos dois punhados da terra onde eles nasceram ou onde foram transformados, eles ficam progressivamente debilitados até que o façam. Vampiros folclóricos como o Conde Drácula, são Tzimisce.[5]
- Ventrue: Os Ventrue são uma das mais orgulhosas famílias vampíricas, compostas por aristocratas e os reis entre os imortais, que historicamente desempenharam um papel de liderança entre os clãs. Ventrue buscam poder e influência para apoiar seu legado de governança sobre mortais e imortais e seus membros trabalham duro para manter uma reputação de honra, comportamento gentil e liderança eficiente. Vampiros deste clã são amaldiçoados com paladares muito seletivos, e só podem se alimentar de um tipo específico de sangue (por exemplos: mulheres loiras, mordomos, irmãos mais velhos), e irão regurgitar imediatamente qualquer outra variedade de sangue. Os mortais escolhidos para se tornarem vampiros deste clã, geralmente provém da elite da sociedade mortal. Os Ventrue foram os idealizadores e são o principal pilar de sustentação da Camarilla.

#### Antitribu
Muitos vampiros do Sabá consideram-se como anticlã, ou antitribu, rebelando-se contra os valores, objetivos ou lealdades de seus clãs de origem. Por exemplo, os Toreador dentro da seita Sabá são eles próprios Toreador antitribu. Alguns se rebelam ou distorcem as expectativas de seus clãs, enquanto outros adotam uma visão mais radical das ideias centrais de sua linhagem. Alguns são tão diferentes que são considerados linhagens completamente distintas, manifestando diferentes disciplinas, fraquezas e adotando até mesmo um nome diferente. Os Lasombra e Tzimisce do Sabá não se consideram antitribu, já que a maioria de seus membros faz parte da Seita. Lasombra fora do Sabá são considerados "antitribu", enquanto os Tzimisce fora do Sabá são chamados de "Clã Antigo". Uma ramificação dos Seguidores de Set que integra o Sabá é conhecida como as "Serpentes da Luz", e rejeitou o fundador do clã, bem como sua origem egípcia, em favor dos ornamentos culturais do vodu do Caribe.

#### Linhagens
Linhagens, diferentemente dos clãs, não podem traçar sua origem até um fundador antediluviano, ou são grupos de vampiros cujo fundador antediluviano foi diablerizado por outro vampiro (sendo assim algumas linhagens são efetivamente ramos sobreviventes de clãs já extintos). Em geral, linhagens são famílias vampíricas muito pequenas, de número reduzido demais para serem consideradas como uma peça importante na Jyhad. Todas as linhagens são tratadas como excepcionalmente raras pelo jogo, fazendo com que a maioria das interações e tramas se desenrolem em torno dos clãs principais.
- Baali : Uma linhagem obscura e malévola de vampiro adoradores do demônio. Essa linhagem traça sua origem até três vampiros muito antigos, da 4ª geração. Sempre que eles se juntam a uma seita, eles fazem isso sob falsos pretextos pois suas verdadeiras lealdades são para com seus mestres demoníacos. Por representarem um perigo para toda vida na Terra através de sua prática do Infernalismo, esses vampiros são perseguidos e eliminados por todos os demais. Os Baali utilizam uma Disciplina infernal chamada Daimoinon, que lhes permite invocar os poderes do inferno, aprender segredos obscuros ou explorar as fraquezas de outros indivíduos. A maior fraqueza dos Baali é que esses vampiros são particularmente suscetíveis à Fé Verdadeira e aos símbolos sagrados.[5]
- Irmãos do sangue : membros do Sabá. Criados artificialmente como tropas de choque, eles são criados em grupos de "gêmeos" ou "trigêmeos" aparentemente idênticos, e têm o poder de compartilhar ferimentos e até disciplinas com outros membros do mesmo grupo.
- Filhas da Cacofonia : uma misteriosa linhagem composta apenas por mulheres. As Filhas são as coristas por excelência entre os mortos-vivos, e hospedar uma reunião delas pode levar ao ganho de muito prestígio entre os vampiros do clã Toreador. Elas praticam uma disciplina especial chamada Melpominee que lhes permite aprimorar suas vozes para aumentar sua atratividade, ou mesmo causar loucura. As filhas existem em pequenos números em ambas as seitas, ou como independentes.[5]
- Gárgulas: Criados ritualisticamente pelos Tremere para servir como força militar durante suas primeiras noites, a linhagem da gárgula é exatamente o que o nome implica: monstros alados de pele pedregosa projetados para defender castelos. Os gárgulas foram eventualmente libertados do serviço Tremere e alguns até se juntaram à Camarilla, porém alguns deles permanecem escravizados pelos magos do Sangue. A maldição que aflige a linhagem é que, além de sua aparência horrível, as gárgulas são muito suscetíveis ao controle mental por meios sobrenaturais.[5]
- Precursores de Ossos: uma antiga linhagem recém-despertada do torpor, os Precursores de Ossos são necromantes leais apenas ao Sabá. Eles se assemelham a cadáveres apodrecidos, lembrando muito a linhagem dos Samedi[5] Alguns acreditam que os precursores são os remanescentes perdidos do clã Capadócio.
- Kiasyd: os Kyasid são uma linhagem que deriva de estranhos experimentos conduzidos por vampiros do clã Lasombra, com o mundo dos sonhos de Arcadia. Kyasid são uma espécie de híbrido entre criaturas feéricas e um vampiro, e geralmente possuem o temperamento calmo, compenetrado e propenso ao estudo. Eles são uma linha de sangue ostensivamente leal aos Lasombra e ao Sabá. Como efeito colateral de sua condição feérica, os vampiros dessa linhagem sofrem feridas terríveis quando expostos ao ferro.[5]
- Laibon: Originalmente apresentados como uma única linhagem de vampiros africanos, porém mais restou revelado que os Laibon eram na verdade uma Seita em si mesma, composta pelas versões africanas dos clãs aqui apresentados.
- Lamia: Um linhagem particularmente obscura que servia ao clã Capadócio como donzelas-de-guerra. Provavelmente todas as Lamias estão extintas nas noites modernas, mas ninguém saberia dizer ao certo.
- Lhiannan: vampiros celtas com poderes de feitiçaria druídica. Uma linhagem que muitos acreditam extinta.
- Nagaraja: membros da Verdadeira Mão Negra, são vampiros necromantes que necessitam não apenas beber o sangue, mas também consumir a carne de suas vítimas para se alimentar.
- Velho Clã Tzimisce: membros da Verdadeira Mão Negra. O velho clã Tzimisce se apresenta da forma tradicional que o clã se estruturava antes de se juntar ao Sabá e ser "infectado" pela disciplina Vissicitude. O Drácula lendário provavelmente seria um membro do Velho Clã, bem como outros da linhagem que compartilham características semelhantes - aristocracia eslava, um laço profundo para as terras dos Cárpatos, e assim por diante.
- Salubri : Os Salubri eram um dos treze clãs originais até que seu fundador, Saulot, foi diablerizado durante seu sono pelo usurpador Tremere. Desde então, a linhagem foi caçada até a extinção pelas mãos dos Tremere. Longe de possuir a reputação diabólica de devoradores de almas propagandeada por seus inimigos Tremere, este ex-clã pratica uma Disciplina conhecida curativa chamada Obeah. A linhagem de curandeiros Salubri intencionalmente mantém-se pequena com apenas sete vampiros em existência a qualquer momento, e todos eles estão dedicados a encontrar Golconda. Esses vampiros curandeiros não podem se alimentar de vítimas que não querem doar seu sangue voluntariamente. Porém existe um segundo ramo dos Salubri que é exatamente o oposto: são os Salubri guerreiros do Sabá, que utilizam uma outra variante da disciplina Obeah chamada Valeren, voltada a causar dor nos inimigos e aprimorar as capacidades de combate do usuário. Devido a uma mistura de propaganda Tremere e encontros com a facção Antitribu, os Salubri em geral são temidos e criticados por quase todos os vampiros da Camarilla, o que os mantém à margem da sociedade vampírica.[5]
- Samedi : Uma linhagem necromântica que se desenvolveu no Caribe. Vampiros desta linhagem literalmente se parecem como cadáver ambulante, sendo uma das poucas linhagens vampíricas tão horrível quanto os Nosferatu. Diferentemente dos Nosferatu, entretanto, os Samedi praticam necromancia usando uma Disciplina única chamada Tanatose, que eles usam para enfraquecer ou causar a morte em outros. Samedi existem em pequenos números em ambas as seitas ou como vampiros independentes.
- True Brujah : membros da verdadeira mão negra. Ostensivamente eles seriam o clã original que proveio do Antediluviano Brujah, antes que este fosse traído e diablerizado por Troile, que gerou o moderno clã Brujah. Os chamados "verdadeiros Brujah" são praticamente exatamente o oposto dos "falsos Brujah", pois os membros da linhagem são frios além de possuírem a capacidade de manipular o fluxo do tempo.

## Sociedade Vampírica
Para fundamentar o estado do Mundo das Trevas, o cenário apresenta um planeta onde os vampiros modernos existem em meio a uma complexa sociedade secreta de mortos-vivos. A maioria dos vampiros modernos referem a si mesmos pelo eufemismo "Membros" (no original, "Kindred"), em oposição aos mortais, quem eles chamam de "Rebanho" ("Kine"). Os vampiros organizam-se inicialmente em clãs ou linhagens, ou seja, trata-se de grupos de vampiros que possuem afinidade por parentesco, já que provém de um mesmo ancestral. Porém mais abrangentes do que os clãs são as grandes Seitas vampíricas. Estas, são organizações sociais compostas de vários clãs e linhagens, de modo a formar uma liga ou compacto. Cada seita tem seu próprio dogma e um objetivo que seus membros buscam alcançar.

### Seitas
As seitas são grandes grupos de mortos-vivos ligados por uma ideologia comum, e que geralmente exercem domínio sobre determinados território. As principais seita descritas no jogo são:

#### Camarilla
Também chamada de "Torre de Marfim", a Camarilla é a maior e mais poderosa seita vampírica do planeta - embora seus rivais Sabá tenham algo a dizer sobre esta afirmação. Vampiros da Camarilla procuram mesclar-se aos mortais de forma a manter sua humanidade. Oficialmente, a Camarilla sequer acredita em Caim e nos Antediluvianos, afirmando que tais histórias são meras lendas. Paradoxalmente, a seita reúne a maior quantidade de anciões das poderosas baixas gerações, todos unidos na meta comum da sobrevivência depois que a humanidade lançou a Inquisição sobre as criaturas da noite, colocando muitos de seus contemporâneos à tocha.
Nos tempos da fogueira, os anciões organizaram diversos conclaves até eventualmente concordarem em manter seis Tradições, baseadas em antigas tradições vampíricas passadas por Caim para seus descendentes de geração em geração. Essas seis Tradições trouxeram consenso à muitos dos representantes de clãs ali reunidos, e a Camarilla nasceu em 1435 como resultado do compromisso em manter essas seis tradições. Os sete clãs fundadores eram os rebeldes Brujah, os selvagens Gangrel, os lunáticos Malkavianos, os hediondos Nosferatu, os fascinantes Toreador, os místicos Tremere e os nobres Ventrue. Daquela noite em diante, para sua proteção e sobrevivência, os membros desses clãs existiriam sob a égide das Seis Tradições:

## O Renascimento do Cenário
Em 2011, com a comemoração dos 20 anos do lançamento do jogo, houve o lançamento da edição comemorativa Vampire: The Masquerade 20th Anniversary Edition. A nova edição, revista e ampliada, traz atualizações de cenário para o novo século e atualizações de regras de Disciplina e para o Sistema Storyteller.
Diante dos rumores de um retorno do cenário de jogo, em 2012, agora sob os cuidados da Onyx Path Publishing, foi lançado o livro Children of the Revolution, que traz informações sobre vampiros criados durante períodos de revoluções, revoltas ou grandes agitações sociais, no que aparenta significar um retorno do Clássico Mundo das Trevas. Todo o metaplot do fim do mundo existente foi ignorado, permitindo que o jogo simplesmente continue como se o Time of the Judgement não tivesse ocorrido.
A Onyx Path anunciou, também, uma agenda para a publicação de novos títulos para o então chamado Clássico Mundo das Trevas.
Diante do sucesso comercial obtido pela linha comemorativa de 20 anos de aniversário deste RPG, tais publicações passaram a ser consideradas como a 4ª edição do Mundo das Trevas. No ano de 2015 a editora White Wolf (bem como todas as suas linhas editoriais), foi comprada pela Paradox Interactive, que decidiu não apenas desenvolver novos jogos para computador baseados nos RPGs recém adquiridos, como também retornar ao RPG de mesa trazendo a 5ª edição de Vampiro: A Máscara, a partir de 2018, sob o selo "V5".

## Outras mídias
Superando a barreira do RPG de mesa, o cenário trazido por este jogo serviu de base para diversos produtos lançados em outras plataformas, tais como:
- Vampire: The Eternal Struggle, jogo de cartas colecionáveis;
- Mind's Eye Theatre, para o sistema de live action;
- Kindred: The Embraced, série televisiva de baixo orçamento;
- Jogos Eletrônicos: Vampire: The Masquerade - Redemption, Vampire: The Masquerade - Bloodlines, Vampire: The Masquerade - Bloodlines 2;